# Сусленко Віталій Сергійович
Віталій Сергійович Сусленко (21 січня 1980 — березень 2023, Луганська область) — український військовослужбовець, солдат Збройних сил України, учасник російсько-української війни. Почесний громадянин міста Тернополя (2023, посмертно).

## Життєпис
Віталій Сусленко народився 21 січня 1980 року.
Служив стрільцем третього відділення окремого кулеметного взводу. Загинув у березні 2023 року на Луганщині.
Похований 25 березня 2023 року на Алеї Героїв Микулинецького цвинтаря м. Тернопіль.

## Нагороди
- почесний громадянин міста Тернополя (28 квітня 2023, посмертно) — за вагомий особистий вклад у становленні української державності та особисту мужність і героїзм у виявленні у захисті державного суверенітету та територіальної цілісності України[1].